# Eustichium norvegicum
Eustichium norvegicum là một loài rêu trong họ Bryoxiphiaceae. Loài này được Brid. Bruch & Schimp. mô tả khoa học đầu tiên năm 1849.